# آماندا یانگ
آماندا یانگ (به انگلیسی: Amanda Young) در سری فیلم‌های اره شخصیتی است که در قسمت اول فیلم معرفی می‌شود.
او در قسمت اول نقش چندانی ندارد اما در قسمت‌های بعدی یکی از شخصیت‌های کلیدی می‌شود.
او در قسمت اول تنها کسی بود که از دام تله‌های مرگ بار زنده بیرون آمد. او در قسمت اول دختری معتاد بود.
این نقش توسط شاونی اسمیت بازی شده‌است.